# Johann Philipp Greiner
Johann Philipp Greiner (* 27. Juli 1610 in Hagenau; † 9. Februar 1652 in Bouxwiller (Bas-Rhin)) war ein deutscher Jurist.

## Leben
Johann Philipp Greiner war der Sohn des Stadtschreibers Melchior Greiner. Er begab sich, als Religion und Regierung seines Geburtsorts einem Wechsel unterlagen, mit seiner Mutter nach Straßburg, wo er sich auf den Rat seines Landmanns und Verwandten, des berühmten juristischen Professors Kaspar Bitsch, dem Studium der Rechtswissenschaft widmete. Schon 1635 vermochte er durch die Dissertation De evictione feudi den Magistertitel zu erwerben.
Daraufhin wurde Greiner auf Empfehlung seiner Professoren Hofmeister beim Sohn des Freiherrn Johann Christoph von Gera, der in Straßburg studierte. Als dieser die Universität verließ, begleitete Greiner ihn nach dessen Vaterstadt Hamburg. Dort wurde er Lehrer und Erzieher der Söhne von Laurentius Langermann, Rat des Königs Christian IV. von Dänemark. Greiner begleitete Langermanns Söhne auf einer zweijährigen Reise durch Holland und Frankreich, auf der er sich zahlreiche politische und soziale Kenntnisse erwarb. 1640 kehrte er in seine Heimat zurück, um seine praktische Laufbahn anzutreten. Nachdem er wiederholt durch die Abhandlung De testamento imperfecto a parentibus inter liberos facto (1640) seine juristischen Kenntnisse bewährt hatte, sollte er vom Pfalzgrafen Georg Wilhelm von Veldenz zum Rat ernannt werden. Er lehnte aber aus Bescheidenheit diese Ehrenstelle ab und wählte den Anwaltsberuf, den er einige Jahre erfolgreich ausübte. Wegen seiner Gewandtheit in juristischen Angelegenheiten wurde Greiner 1649 vom Grafen von Hanau zum Rat und Prokurator nach Buschweiler (französisch Bouxwiller) berufen und bald darauf zum Amtmann in Brumath ernannt.
Greiner hatte am 3. März 1646 in Straßburg Catharina Guschard geheiratet, mit der er zwei Söhne und drei Töchter hatte. Er erwarb sich keinen ungewöhnlichen Ruf als juristischer Schriftsteller, wirkte aber durch seine, im langjährigen Verkehr mit den verschiedenartigsten Charakteren erlangte Menschenkenntnis segensreich und klug in den schwierigen Verhältnissen des Dreißigjährigen Kriegs. Seine Tätigkeit war sehr anstrengend und aufreibend, und er starb schon am 9. Februar 1652 im Alter von nur 41 Jahren an Entkräftung. Er wurde in der Oberkirche von Buschweiler beigesetzt.